# Antoni Paleń (rolnik)
Antoni Paleń (ur. 15 lutego 1897 w Kalennem, zm. ?) – polski rolnik, starszy szeregowiec rezerwy Wojska Polskiego, kawaler Orderu Virtuti Militari.

## Życiorys
Urodził się 15 lutego 1897 we wsi Kalenne, w ówczesnym powiecie janowskim guberni lubelskiej, w rodzinie Walentego i Marianny z Dychów. Dzieciństwo spędził w domu rodzinnym pomagajac ojcu w prowadzeniu gospodarstwa.
W 1919 został wcielony do Wojska Polskiego. W czasie wojny z bolszewikami walczył w szeregach 7. kompanii 35 pułku piechoty. Wyróżnił się 9 sierpnia 1920 w ataku na wieś Kalinowo. Podporucznik Olgierd Jakubowski we wniosku na odznaczenie Orderem Virtuti Militari napisał: „kompania dostaje się pod silny ogień nieprzyjacielskiego karabimu maszynowego, który, stojąc na wzgórku, nie pozwalał posuwać się naszej tyralierze. W tym czasie pada ciężko w brzuch ranny ś.p. ppor. Stanisław Uszakiewicz, dowódca kompanii. Kompania się chwieje. Szereg. Paleń Antoni nie zważa na to. Podbiega na 30 kroków do nieprzyjacielskiego karabinu maszynowego (pod silnym ogniem), zabija celowniczego, zdobywa karabin i przez to umożliwia zajęcie wsi”.
W 1921 został zdemobilizowany i wrócił do rodzinnej wsi, gdzie w dalszym ciągu pomagał ojcu. W 1926 ożenił się i otrzymał od ojca trzy morgi ziemi. Dwa lata później kupił dziewięć mórg ziemi, na których gospodarzył.
Miał trzech synów: Czesława (ur. 1927), Mariana (ur. 1929) i Ludwika (ur. 1931).

## Ordery i odznaczenia
- Krzyż Srebrny Orderu Wojskowego Virtuti Militari nr 44[1] – 28 lutego 1921[3][4]